# 埃登 (愛達荷州)
埃登（英語：Eden）是一個位於美國愛達荷州傑羅姆縣的城市。

## 地理
埃登的座標為42°36′21″N 114°12′26″W / 42.60583°N 114.20722°W，而該地的平均海拔高度為1208米（即3963英尺）。

## 人口
根據2010年美國人口普查的數據，埃登的面積為0.80平方千米，當中陸地面積為0.80平方千米，而水域面積為0.00平方千米。當地共有人口753人，而人口密度為每平方千米941.25人。